# Ignicocs
Ignicoccus és un gènere d'Archaea que viu en fumaroles hidrotermals marines. Va ser descobert a Kolbeinsey al nord d'Islàndia i a l'Oceà Pacífic el 2000 (Huber et al., 2000).

## Fisiologia
Els Ignicocci viuen en un interval de temperatura de 70–98 °C (òptim al voltant de 90 °C). Aconsegueixen la seva energia per reducció del sofre elemental a sulfur d'hidrogen (Huber et al., 2002). s'ha informat d'una simbiosi o parasitisme únic amb Nanoarchaeum equitans (Huber et al., 2002).